# Vespasiano Correa

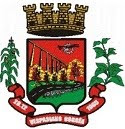
Escudo de Vespasiano correa

Vespasiano Correa es un municipio brasileño del estado de Rio Grande do Sul.
Se encuentra ubicado a una latitud de 29º04'03" Sur y una longitud de 51º51'33" Oeste, estando a una altitud de 518 metros sobre el nivel del mar. Su población estimada para el año 2004 era de 2.180 habitantes.
Ocupa una superficie de 124,46 km².
- Datos: Q1758738
- Multimedia: Vespasiano Corrêa / Q1758738